# Cryptocarya citriformis
Cryptocarya citriformis är en lagerväxtart som först beskrevs av Vell., och fick sitt nu gällande namn av P.L.R.Moraes. Cryptocarya citriformis ingår i släktet Cryptocarya och familjen lagerväxter. Inga underarter finns listade i Catalogue of Life.